# Тертерян, Авет Рубенович
Авет (Альфред) Рубе́нович Тертерян (арм. Ավետ Ռուբենի Տերտերյան; 29 июля 1929, Баку — 11 декабря 1994, Екатеринбург) — армянский советский композитор, педагог. Народный артист СССР (1991).

## Биография
Родился в Баку, в семье, где ценили домашнее музицирование и оперное искусство. В бакинском доме Тертерянов, будучи в эвакуации, играл на рояле С. С. Прокофьев.
В 1948—1951 годах учился в Бакинском музыкальном училище. В 1951 году семья переехала в Ереван, где Авет продолжил музыкальное образование в Музыкальном училище им. Р. О. Меликяна (ныне Ереванский государственный музыкальный колледж им. Р. Меликяна). В 1952—1957 годах учился в Ереванской консерватории, в классе Э. М. Мирзояна, у него же совершенствовался и в аспирантуре (1963—1967).
В 1970—1974 годах работал в Министерстве культуры Армянской ССР.
С 1970 года преподавал в Ереванской консерватории (с 1978 — доцент, с 1983 — профессор кафедры композиции консерватории).
В 1960—1963 годах — секретарь, в 1963—1965 — заместитель председателя правления Союза композиторов Армянской ССР. С 1986 года — секретарь правления Союза композиторов СССР.
В 1980-х годах переехал в село Айраванк, на западном берегу озера Севан, Гегаркуникского марза Армении, где на вершине холма построил дом по своему собственному проекту. По винтовой лестнице он поднимался в свой кабинет, где и сегодня сохраняются предметы его личного пользования — рабочий стол, загруженный нотами, печка, кровать. Внутренним оформлением дома занимался сам маэстро. Об этой его наклонности знали и его близкие и родные в Ереване: в его столичной квартире можно увидеть мебель и другие предметы, сделанные его руками. Живя на берегу Севана, он полностью отключался от мирской суеты и всецело посвящал себя творчеству.
Широкое признание как композитор получил в 1980-х годах, когда его новаторские симфонии, отмеченные философской нетрадиционностью мышления и глубоким национальным колоритом, стали исполнять дирижёры Геннадий Рождественский, Александр Лазарев, Джансуг Кахидзе, Роберт Сатановский. Эталонные образцы интерпретации музыки Авета Тертеряна дал армянский дирижёр Давид Ханджян, первый исполнитель симфоний № 1-4 (последняя посвящена ему). Среди других дирижёров симфоний Тертеряна — М. Аннамамедов, Д. Лисс, Л. Чкнаворян.
В 1990-е годы установились тесные творческие связи А. Тертеряна с немецкой музыкальной культурой, особенно в городе Галле.
В 1992—1993 годах вел мастеры-классы в Уральской консерватории (Екатеринбург). Свердловская филармония провела два фестиваля его музыки «Три вечера с Аветом Тертеряном» (декабрь 1994) и «Линии Авета Тертеряна» (май 2002).
Последний год прожил в Берлине (Германия).
Скончался 11 декабря 1994 года в Екатеринбурге (Россия). Похоронен в Ереване на Тохмахском кладбище.

### Семья
- Брат — Герман Тертерян (1934-1974), оперный дирижёр.

## Творческая деятельность

### Основные произведения
- 1948 — «Соловей и роза». Для голоса в сопровождении фортепиано. Стихи А. Пушкина. Посвящение «Анжеле Арутюнян».
- 1950 — Прелюдия для фортепиано.
- 1951 — Пьеса для скрипки и фортепиано. Посвящение «Георгию Аджемяну».
- 1953 — «Днепр». Для бас-баритона в сопровождении фортепиано. Слова Т. Шевченко. Русский перевод М. Исаковского, армянский перевод А. Погосяна.
- 1953 — «Одинокое дерево». Для четырёхголосного хора a cappella. Слова О. Шираза.
- 1954 — Пьеса для виолончели и фортепиано. Посвящение «Медее Абрамян».
- 1954 — «Каждую ночь в моем саду». Для голоса в сопровождении фортепиано. Слова А. Исаакяна.
- 1954 — «Ивушка». Для сопрано в сопровождении фортепиано. Слова А. Исаакяна.
- 1955 — Соната для виолончели и фортепиано. В трех частях.
- 1956 — «Как здесь хорошо». Экспромт для голоса в сопровождении фортепиано. Слова А. Толстого.
- 1957 — «Перебирая даты». Для сопрано в сопровождении фортепиано. Слова С. Щипачева.
- 1957 — «Позови, я приду». Для тенора или сопрано в сопровождении фортепиано. Слова О. Шираза.
- 1957 — «Родина». Вокально-симфонический цикл для сопрано, баритона и симфонического оркестра.
- 1958 — «Песни». Для хора в сопровождении духового оркестра. Слова Э. Манучаряна. Посвящение «Воспитанникам музыкальной школы-интерната».
- 1959 — «Эстрадная песня». Для голоса в сопровождении эстрадного оркестра.
- 1960 — «Революция». Вокально-симфонический цикл для сопрано, баритона и большого симфонического оркестра. Слова Е. Чаренца. В пяти частях.
- 1962 — «Приди». Для голоса в сопровождении эстрадного оркестра. Слова В. Арутюняна.
- 1962 — «Голубые глаза». Для голоса в сопровождении эстрадного оркестра. Слова О. Гукасяна.
- 1963 — Квартет. Для двух скрипок, альта и виолончели (До мажор). В двух частях. Посвящение «Ирине Тиграновой».
- 1963 — «Ты знаешь одна». Для голоса в сопровождении эстрадного оркестра. Слова О. Гукасяна.
- 1964 — «Иди, потанцуем». Слова О. Шираза (части 1, 2, 3, 5) и О. Туманяна (часть 4). В пяти частях. Посвящение «Эдварду Мирзояну».
- 1964 — «В поле золотом». Для баритона в сопровождении фортепиано. Слова О. Шираза.
- 1964 — «Быть может, завтра». Для голоса в сопровождении эстрадного оркестра. Слова А. Вердяна.
- 1964 — «Я жду опять тебя». Для голоса в сопровождении эстрадного оркестра. Слова А. Вердяна.
- 1964 — «Осенний блюз». Для голоса в сопровождении эстрадного оркестра. Слова А. Вердяна. Посвящение «Яр-Кравченко Анатолию Никифоровичу».
- 1965 — «Колыбельная моему городу». Для голоса в сопровождении эстрадного оркестра. Слова А. Вердяна.
- 1965 — «Не верю я!». Для голоса в сопровождении эстрадного оркестра. Слова А. Вердяна.
- 1967 — «Огненное кольцо». Опера в двух действиях, восьми картинах. Либретто В. Шахназаряна по мотивам повести Б. Лавренёва «Сорок первый» и стихов Е. Чаренца.
- 1967 — «Шаракан». Для смешанного хора и симфонического оркестра (фрагмент из оперы «Огненное кольцо»).
- 1967 — «Откуда знать тебе». Для голоса в сопровождении эстрадного оркестра. Слова А. Вердяна.
- 1968 — «Женщине с зелеными глазами». Для меццо-сопрано в сопровождении фортепиано. Слова Г. Эмина (перевод Е. Евтушенко).
- 1968 — «Эстрадная песня». Для голоса в сопровождении эстрадного оркестра.
- 1969 — Первая симфония. Для медных, ударных, фортепиано, органа и бас-гитары. В четырёх частях. Посвящение «Тертеряну Рубену Борисовичу».
- 1972 — Вторая симфония. Для большого симфонического оркестра, мужского голоса и смешанного хора. В трех частях. Посвящение «Тертерян Кармен Иосифовне».
- 1972 — Симфоническая картина № 1. Для большого симфонического оркестра.
- 1974 — «Фанфары». Для духовых и ударных инструментов.
- 1974 — Музыка для двух фортепиано, трубы, ударных и скрипок. В четырёх частях.
- 1975 — Третья симфония. Для большого симфонического оркестра, дудуков и зурн. В трех частях. Посвящение «Тертеряну Герману Рубеновичу».
- 1975 — Симфоническая картина № 2. Для большого симфонического оркестра.
- 1975 — Музыка для духовых и ударных инструментов, органеллы и двух фортепиано.
- 1976 — Четвёртая симфония. Для большого симфонического оркестра. Посвящение «Давиду Ханджяну».
- 1977 — «Гимн». Кантата для смешанного хора и симфонического оркестра. Слова Г. Эмина.
- 1978 — Пятая симфония. Для большого симфонического оркестра, каманчи и больших колоколов (звонницы). Посвящение «Геннадию Рождественскому».
- 1979 — «Монологи Ричарда III». Балет в двух частях. Либретто Р. Капланяна и В. Галстяна по трагедии У. Шекспира «Ричард III».
- 1981 — Шестая симфония. Для камерного оркестра, камерного хора и девяти фонограмм с записью групп большого симфонического оркестра, хоров, клавесинов, колокольного перезвона. Посвящение «Тиграновой Ирине Георгиевне».
- 1981 — «Резвятся мальчик с девочкой». Романс для голоса в сопровождении камерного оркестра. Слова А. Исаакяна.
- 1984 — «Землетрясение». Опера в двух частях. Либретто Г. Штехер и А. Тертеряна по мотивам новеллы Г. фон Клейста «Землетрясение в Чили» (на немецком языке).
- 1984 — Четвёртая симфония, новая редакция (тактированная).
- 1985 — Хор a cappella. Для четырёхголосного хора.
- 1987 — Седьмая симфония. Для большого симфонического opкестра, дапа и магнитофонной записи. Посвящение «Александру Лазареву».
- 1989 — Восьмая симфония. Для большого симфонического оркестра, двух голосов (сопрано) и фонограмм. Посвящение «Мураду Аннамамедову».
- 1991 — Квартет № 2. Для двух скрипок, альта и виолончели.
- 1994 — Девятая симфония (неоконченная). Для большого симфонического оркестра, хора и магнитофонных записей.

#### Музыка к фильмам
- 1973 — «Хроника ереванских дней». Художественный кинофильм. Режиссёр Ф. Довлатян. Производство киностудии «Арменфильм» им. Амо Бекназаряна.
- 1985 — «Всадник, которого ждут» («Господин разбойник»). В соавторстве с В. Рубашевским. Художественный телефильм в двух сериях. Режиссёр Д. Кесаянц.

Музыка композитора используется в фильмах:
- 1988 — «Наш бронепоезд» (реж. М. Пташук, Минск, Белоруссия)
- 1988 — «Толкование снов» (реж. Л. Саакянц, Ереван, Армения)
- 1989 — «По творческой биографии Э. Неизвестного и музыке А. Тертеряна» (реж. В. Бондарев, Москва, СССР)
- 1990 — «Враг народа — Бухарин» (реж. Л. Марягин, Москва, СССР)
- 1991 — «Путь царей» (реж. Е. Шифферс, Ленинград, СССР)
- 1991 — «Возвращение на обетованную землю» (реж. А. Хачатрян, Ереван, Армения)
- 1992 — «Глас вопиющий» (реж. В. Чалдранян, Ереван, Армения)
- 1993 — «Старые боги» (реж. А. Каджворян, Ереван, Армения)
- 1993—1995 — фильмы режиссёра и журналиста Ц. Паскалевой о событиях в Нагорном Карабахе
- 1994 — «Последняя станция» (реж. А. Хачатрян, Ереван, Армения)
- 1996 — «Отче наш», (реж. А. Каджворян, Ереван, Армения)
- 1996 — «Хлеб ярости» (реж. А. Каджворян, Ереван, Армения)
- 2002 — «На пороге» (Армения, короткометражный)
- 2003 — «Документалист» (Армения)
- 2009 — «Становление» (реж. Г. Арутюнян, Ереван, Армения), «На границе» (реж. А.Хачатрян, Ереван, Армения)
- 2009 — «Граница» (Армения, Нидерланды, документальный)
- 2010 — «К Арарату» (реж. Т. Хзмалян, Ереван, Армения)
- 2014 — «Бесконечное бегство, вечное возвращение» (Армения, документальный)

#### Роль в фильме
- 1991 — «Глас вопиющий» — эпизод

## Награды и звания
- Заслуженный деятель искусств Армянской ССР (1972)
- Народный артист Армянской ССР (1984)
- Народный артист СССР (1991)
- Государственная премия Армянской ССР (1977)
- Медаль Мовсеса Хоренаци
- Премия на Всесоюзном конкурсе молодых композиторов (1962)
- Премия К. Аденауэра (Германия).

## Память
- В 2000 году была выпущена почтовая марка Армении, посвященная А. Тертеряну
- В Екатеринбурге есть сквер имени А. Тертеряна